# Onna-bugeisha

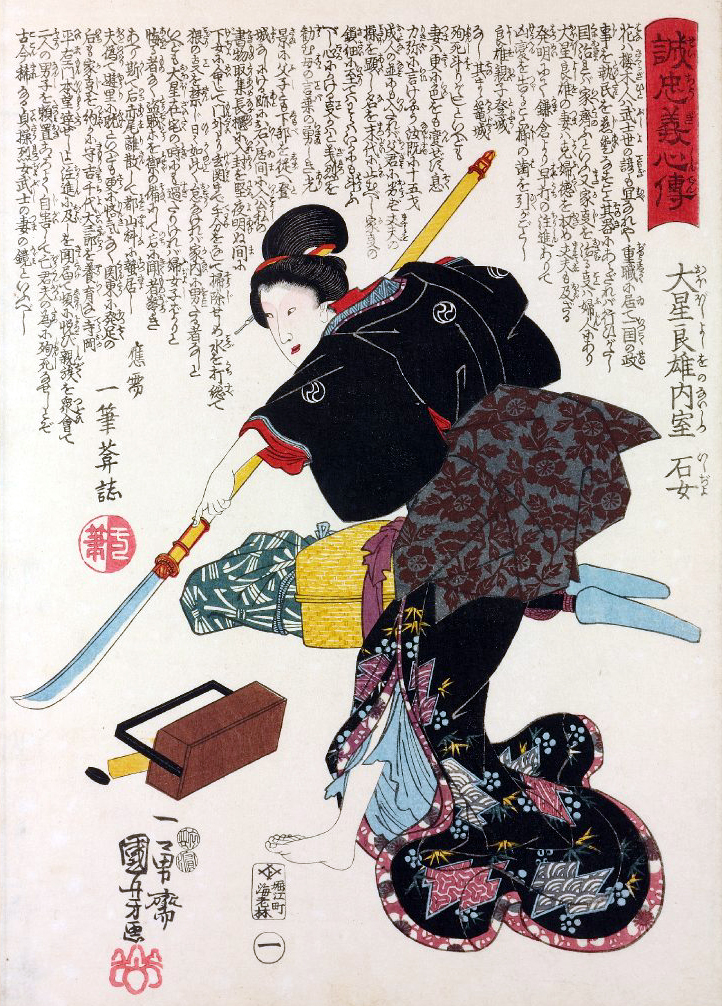
Ishi-jo cầm một thanh naginata, bởi Kuniyoshi Utagawa.

Nữ chiến binh Nhật hay Nữ samurai Nhật (Onna-bugeisha 女武芸者, Nữ võ nghệ giả) là 1 dạng nữ quân nhân thuộc về giới quý tộc Nhật Bản xưa. Rất nhiều phụ nữ tham gia vào cuộc chiến song song với những chiến binh nam khác. Họ là thành viên thuộc tầng lớp bushi (samurai) trong thời kì Nhật Bản xưa và được huấn luyện để dùng vũ khí (thường là trường đao naginata) bảo vệ bản thân, gia đình và danh dự bản thân trong thời chiến. Tomoe Gozen, Nakano Takeko và Hōjō Masako là  những đại diện nổi tiếng cho những nữ chiến binh Nhật xưa.

## Lịch sử

### Lịch sử
Từ thời xa xưa, trước khi tầng lớp samurai nổi tiếng, các binh lính Nhật được huấn luyện nghiêm khắc để sử dụng thành thục kiếm và giáo. Khi đó những người phụ nữ học được cách sử dụng naginata, kaiken (đoản kiếm), và kĩ thuật tantojutsu (kĩ thuật của ninja) trong chiến đấu. Những bài huấn luyện như vậy nhằm mục đích đáp ứng nhu cầu thiếu binh lính nam. Có một người phụ nữ được biết đến với tên Nữ hoàng Jingu (169-269 SCN) đã sử dụng những kĩ thuật đó để biến đổi kinh tế và xã hội thời đó. Bà trở thành 1 nữ samurai huyền thoại khi dẫn dắt cuộc xâm lược Hàn Quốc vào năm 200 SCN sau khi chồng bà - Thiên hoàng Chūai, vị thiên hoàng thứ 14 của Nhật Bản hi sinh trong cuộc chiến.
Theo như truyền thuyết, bà thống lĩnh quân Nhật Bản chinh phục Hàn Quốc mà không chảy một giọt máu nào. Mặc dù có nhiều cuộc tranh cãi xung quanh sự tồn tại và thành công này, bà vẫn là một ví dụ về 1 onna bugeisha trong thời đại đó. Một năm sau cái chết của mình, Jingu đã thành công trong việc chuyển đổi cấu trúc kinh tế - xã hội đã thấm nhuần ở Nhật. Năm 1881, Nữ hoàng Jingū trở thành người phụ nữ đầu tiên được in hình trên có mặt trên các tờ giấy bạc của Nhật. Được thiết kế để ngăn chặn việc làm giả tiền, hình ảnh của bà đã được in trên cả mặt giấy.

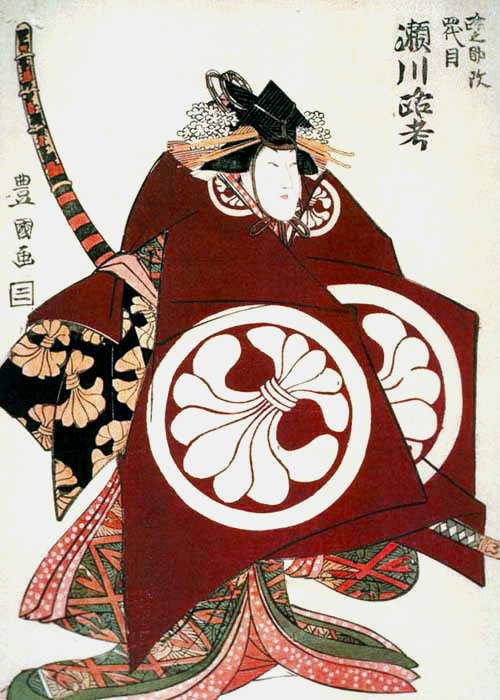
Tomoe Gozen là vị Rokō Segawa thứ VI.